# DOA
DOA és un grup de punk rock canadenc de Vancouver. Sovint se'l considera com a «fundador» del so hardcore punk juntament amb Black Flag, Bad Brains, Circle Jerks, Minor Threat, Angry Samoans, The Bags, Germs, Negative Trend i Middle Class. Hi ha qui pensa que el seu segon àlbum, Hardcore '81, va ser la primera referència real de la segona onada del hardcore punk nord-americà.
El cantant i guitarrista Joey «Shithead» Keithley és l'únic membre fundador que s'ha mantingut al grup al llarg de tota la seva història, amb el baixista original Randy Rampage retornant a la banda fins a dos cops després de la seva sortida. DOA ha publicat sovint els seus treballs amb el segell discogràfic Alternative Tentacles de Jello Biafra, amb qui van publicar un àlbum conjunt titulat Last Scream of the Missing Neighbors.
DOA és conegut per les seves opinions polítiques i per haver-se significat en nombroses causes socials. Les lletres del grup sovint propugnen l'antiracisme, l'antiglobalització, la llibertat d'expressió i l'ecologisme.
Joe Keithley és també el fundador de la discogràfica Sudden Death Records, que ha publicat música de DOA i d'altres bandes, entre les quals Sham 69, Pointed Sticks i Young Canadians.

## Membres
Formació actual
- Joe Keithley - veu i guitarra (1978–present), baix (1996–1999)
- Mike Hodsall - baix (2014-present)
- Paddy Duddy - bateria (2014–present)

Antics membres
- Randy Rampage - baix (1978–1982, 2000–2002, 2006–2009; mort el 2018)[3]
- Chuck Biscuits: bateria (1978–1982)
- Dave Gregg - guitarra (1979–1988; mort el 2014)
- Brian Roy Goble - baix (1982–1995; mort el 2014)
- Ken «Dimwit» Montgomery - bateria (1982–1985; mort el 1994)
- Jon Card - bateria (1986–1990)
- Chris Prohom - guitarra (1988–1990)
- Ken Jensen - bateria (1992–1995; mort el 1995)
- Jon Wright - teclats (1992–1995), bateria (1995–1996)
- Ford Pier - guitarra (1994–1995)
- Brien O'Brien - bateria (1997–1999)
- The Great Baldini - bateria (2000-2008)
- Dan Yaremko - baix (2003–2006, 2009–2013)
- Floor Tom Jones - bateria (2008-2010)
- Jesse Pinner - bateria (2010-2013)

Cronologia

## Discografia

### Àlbums d'estudi
- Something Better Change (1980)
- Hardcore '81 (1981)
- War on 45 (1982)
- Let's Wreck The Party (1985)
- True (North) Strong And Free (1987)
- Murder (1990)
- 13 Flavours of Doom (1992)
- Loggerheads (1993)
- The Black Spot (1995)
- Festival Of Atheists (1998)
- Win the Battle (2002)
- Live Free Or Die (2004)
- Northern Avenger (2008)
- Kings of Punk, Hockey and Beer (2009)
- Talk-Action=0 (2010)
- We Come In Peace (2012)
- Hard Rain Falling (2015)
- Fight Back (2018)
- 1978 (2019)[4]
- Treason (2020)

### Àlbums en directe
- Talk Minus Action Equals Zero (1991)
- Welcome to Chinatown (2013)

### EP
- War on 45 (1982)
- D.O.A. & Thor - Are U Ready (2003)

### Col·laboracions
- Last Scream of the Missing Neighbors (amb Jello Biafra, 1989)

### Àlbums en solitari
- Beat Trash (2002) (Projecte en solitari de Joey «Shithead» Keithley)